# Головин, Иван Гаврилович
Ива́н Гаври́лович Голови́н (10 [22] сентября 1816, сельцо Архангельское, Тверская губерния — 4 июня 1890, Париж) — российский публицист-эмигрант. В первую очередь известен рядом сочинений о современной ему России, из которых некоторые привлекали к себе общее внимание. Писал на французском, немецком и английском языках.

## Биография
Родился в дворянской семье, сын надворного советника Гаврилы Петровича Головина и жены его Феодоры Михайловны. Начальное образование получил в пансионах Санкт-Петербурга и Дерпта; изучал право в Дерптском, Берлинском и Гейдельбергском университетах, в 1837 году окончил юридический факультет Дерптского университета. По возвращении в Россию служил в Министерстве иностранных дел; в 1840 году был направлен в Швецию и отразил впечатления об этом в путевом очерке «Поездка в Швецию»; вскоре был направлен во Францию. Находясь на дипломатической службе, первоначально занимался политэкономией и русской историей: были опубликованы его труды «Esprit de l’économie politique» (Париж, 1843), «Science de la politique» (Париж, 1844), «Pierre le Grand» (там же, 1844; о Петре I), «Réfutation du livre de M. le marquis de Custine: la Russie en 1839» (там же, 1844). 
Работа «Esprit de l’économie politique» была сочтена Третьим отделением императорской канцелярии неблагонадёжной, а сам Головин получил предписание в 1843 году возвратиться в Россию, однако отказался делать это. С 1843 года до конца жизни никогда более не посещал России. За публикацию книги «La Russie sous Nicolas I» о Николае I (Париж, 1845) был заочно приговорён к лишению дворянства и чинов и ссылке на каторгу в Сибирь, что лишило его возможности вернуться на родину; в начале 1860-х годов ходатайствовал перед Александром II о прощении и получил его, но в Россию в итоге так и не вернулся. В 1845 году получил британское подданство и впоследствии жил в разных государствах.
В 1840-х годах Головин издал «Types et caractères russes» (Париж, 1847, 2 тома), «Mémoires d’un prêtre russe» (там же, 1849; эта работа в значительной степени автобиографична) и «Die revolutionäre Europa» (Лейпциг, 1849). В это время был также активным деятелем русской эмигрантской печати, в 1849 году опубликовал получивший широкую известность «Катехизис русского народа», однако уже к началу 1850-х годов отошёл от участия в революционном движении. В 1851—1852 годах жил в Италии, где издавал «Journal de Turin», в 1853—1855 годах — в США; по возвращении в Европу жил в Англии, Франции и германских государствах; по итогам поездки в Америку написал «Der Russische Onkel Tom» («Русский дядя Том», Лейпциг, 1853; о сравнении положения негров-рабов в США и крепостных крестьян в России), «Der Caucasus, historisch, politisch, und physisch betrachtet» (там же, 1853) и «Stars and stripes of American impressions» (1855).
В 1859—1862 годах Головин написал множество брошюр по общественным вопросам касательно России: «La Russie depuis Alexandre II» (1859); «Progrès en Russie» (1859); «La Pologne et la Russie» (1859); «Autocratie russe», «Die Leibeigenschaft in Russland» (1860); «Histoire de Pierre le Grand» (1861), «Lettres russes»; «La crise»; «Réformes russes et Polonaises» (1861); «La constitution» (1862); «La constitution russe et la Pologne» (1863), «Etudes et Essais, Richesse de la Russie» (Париж, 1864) и др. Из более поздних его сочинений о России наиболее известны: «Russland unter Alexander II» (1870); «Frankreichs Verfall» (1872); «Der Russische Nihilismus, meine Beziehungen zu Herzen u. Bakunin» (1880, под псевдонимом Николай Карлович; работа была направлена против русского нигилизма) и «Russische Geheimnisse» (1882), «Die geschichtliche Entwickelung der russichen Folk» (Лейпциг). Помимо России написал также труд о Германии (1860), истории Великой Французской революции (в том же году) и падении Второй империи во Франции (1872).
Скончался в Париже от воспаления легких в июне 1890 года, похоронен там же на Пантенском кладбище.

## Комментарии
1. ↑  Ныне — в Старицком районе Тверской области[5].